# Mladen III. Šubić Bribirski
Mladen III. Šubić Bribirski (?, o.1315. – Trogir, 1. svibnja 1348.), hrvatski velikaš iz roda Šubića, knez Klisa, Skradina i Omiša. Zajedno sa stričevima, nastojao je očuvati bribirsku baštinu, održati položaj najznačajnijih velikaša u Hrvatskoj i nastaviti borbu s kraljem, ali nije uspio vratiti bansku čast svojoj obitelji. Godine 1348. uzima i naslov markiza Dalmacije.
Uz strica Pavla II., prvi je član glavne grane bribirskih knezova koji je nazivan i prezimenom Šubić. U narodnoj tradiciji u okolici Klisa i Omiša ostao je upamćen kao plemenit i human vladar i branitelj Hrvata (lat. clipeus Croatorum; štit Hrvata).

## Podrijetlo i obitelj
Mladen III. je najstariji sin kneza Jurja II. i kneginje Lelke. Imao je dva brata (Pavao III. i Božidar) i dvije sestre (Jelena i Katarina). Bio je unuk bana Pavla I. i nećak bana Mladena II. Budući da su mu stričevi imali upravu nad najvažnijim bribirskim utvrdama, Bribirom i Ostrovicom te vlast nad srednjodalmatinskim gradovima, Mladen III. je, poslije očeve smrti, baštinio vlast nad utvrđenim Klisom, Skradinom i nekadašnjim uporištem knezova Kačića, Omišem.
Godine 1347. oženio se sestrom srpskog cara Stefana Dušana (1331. – 1355.), Jelenom Nemanjić, s kojom je imao dvoje djece:
- Mladen IV. Šubić Bribirski
- Katarina Šubić († 1358.)

## Životopis
Godine 1328. naslijedio je svoga oca Jurja II. u izuzetno nepovoljnim okolnostima. Upravu nad njegovim posjedima, do njegove je punoljetnosti zadržala majka Lelka († o. 1337.), koja je odlučnom politikom uspjela očuvati sinovu baštinu i osujetiti daljnje mletačke pokušaje širenja na račun Bribiraca.
Nakon bribirskog poraza kod Blizne 1322. godine, Hrvatska je bila prepuštena samovolji velikaških obitelji knezova Krčkih, Kurjakovića i Nelipčića, koje su sprječavale kralja Karla I. u provođenju njegove vlasti, ali nisu uspjele nadomijestiti moć Bribiraca. Poslije pada Mladena II., najmoćniji velikaš u Hrvatskoj bio je vojvoda Nelipac II. Nelipčić koji je za svoje sjedište uzeo utvrđeni i strateški važni grad Knin te okupio oko sebe većinu hrvatskih velikaša.
Mladen III. je odlučio vratiti ugled bribirskom rodu pa je u sukobu 1335. – 1336. porazio vojvodu Nelipca i njegove saveznike te se vojnim mjerama i diplomacijom nametnuo kao vođa roda Šubića i povratio položaj jednog od najmoćnijih velikaša u Hrvatskoj.
Nakon kraćeg ratovanja u Bosni, sklopio je 1338. godine savez s bosanskim banom Stjepanom Kotromanićem i kao zalog miru predao sestru Jelenu za ženu knezu Vladislavu, bratu bana Stjepana.
Poslije smrti vojvode Nelipca II. 1344. godine, Mladen III. je glavni protivnik uspostave kraljevske vlasti u Hrvatskoj. Godine 1347. oženio se Jelenom Nemanjić, sestrom srpskog kralja Stefana Dušana kako bi ojačao svoj položaj. U proljeće 1348. postigao je dogovor s Venecijom da ga dužd proglasi markizom Hrvatske te je spremao započeti opći napad s ciljem izbacivanja vojnih snaga kralja Ljudevita I. iz Hrvatske. Međutim, usred priprema, razbolio se od kuge i umro u Trogiru. Sahranjen je u trogirskoj katedrali sv. Lovre, a njegove posjede nasljedio je posmrtno rođeni sin Mladen IV., oko čijeg skrbništva su se sukobljavali Mladenov brat Pavao III. i Mladenova udovica Jelena († 1355.).